# 水口藤雄
水口 藤雄（みずぐち ふじお、1932年 - ）は、囲碁史研究家。北海道旭川市生まれ。
1954-1992年、財団法人日本棋院に勤務。主に企画・書籍を担当、編集委員。
1995年、金玉均の愛用盤発掘の功績で韓国棋院より表彰される。1997年、平木浮世絵美術館で「浮世絵に見る囲碁展」を開催。1999年、「三浦囲碁ミュージアム」館長。
2003年現在、木谷実記念館検討専門委員、日本棋院囲碁殿堂・資料館建設準備委員、日本棋院公認審判員、詰碁を楽しむ会理事、NHK文化センター講師。

## 著書
- 察元・烈元・因淑 日本囲碁大系 第6巻 加藤正夫共著、筑摩書房　1975/11
- 囲碁の文化誌―起源伝説からヒカルの碁まで 日本棋院(碁スーパーブックス) 2001/11
- 10分で打てる碁 影山利郎、水口藤雄 小学館(小学館文庫)2002/12
- 真髄は調和にあり―呉清源 碁の宇宙 (図説 中国文化百華) 水口 藤雄 農山漁村文化協会 2003/12